# Mine de plomb de M'Fouati
La Mine de plomb de M'Fouati est un gisement qui fut exploité à diverses époques, d'abord par la population congolaise, puis par la Compagnie Minière du Congo Français, créée en 1911 et implantée au Congo français, puis par des sociétés privées après l'indépendance. Elle est située à plus d'un millier de kilomètres d'une autre zone minière, la « ceinture du cuivre » qui est elle située entre la Zambie et la république démocratique du Congo.

## Histoire
La richesse des gisements de cuivre et de plomb de la vallée du Niari est connue et exploitée depuis bien avant la colonisation du pays par les habitants eux-mêmes. Ceux-ci extrayaient et raffinaient le cuivre des mines de Boko-Songho, de Mindouli et le plomb provenant de la mine de plomb de M'Fouati jusqu'au début du XXe siècle. Le plomb, transporté en lingots, a alors un pouvoir monétaire sur les marchés de la région.
En 1879, Pierre Savorgnan de Brazza, lors de son premier voyage dans les terres, visita les mines du Niari après avoir remarqué du minerai mis à sècher près des cases. Puis les missions se succédèrent pour déterminer les richesses en cuivre de la région. Les premières études géologiques remontent à Péchuel-Loesche (1876-1886), professeur à l'Université d'Iéna, qui dressa une première carte minière.
En 1908, une épidémie de trypanosomiase, maladie endémique dans deux régions du monde (Afrique et Amérique du Sud) frappe la vallée du Niari.
En 1911, la Compagnie Minière du Congo français (CMC ou CMCF) est créée, domiciliée à Paris, au 9 rue Chauchat, puis en 1933 à Lyon, 16 cours Lafayette. 
Elle construit un chemin de fer à voie étroite pour évacuer le minerai de Mindouli vers Brazzaville, puis par le Congo belge jusqu'à l'océan. L'exploitation du gisement de cuivre de Mindouli cesse en 1939, alors que la même Société exploitait depuis 1938 le gisement de la[mine de plomb de M'Fouati. À M'Fouati, la CMC avait construit une usine pour la concentration du minerai, évacué d'Hapilo par un téléphérique de plus de 5 km de long.
Au début des années 1960, alors que la République du Congo vient d'accéder à l'indépendance, le gisement est en difficulté. Des tentatives de renouveler les réserves minières sont engagées dans tout le Congo français. À la suite de la baisse constante du cours du plomb amorcée en 1957 et de l'accroissement simultané du prix de revient de l'exploitation, la mine de plomb de M'Fouati est en difficulté. Une modernisation de l'usine de traitement et des dégrèvements de l'État rendent la CMC à nouveau compétitive. Le coût de revient de la tonne de concentré baisse, de 16 488 francs en 1958, à 15 330 francs en 1959, donnant en 1960, une production de 7,6 millions de tonnes de concentré (à 55 % de plomb métal). Mais le coût de revient repasse à 17 000 francs la tonne quand le cours mondial du plomb chute de 12 % (passant de 107 à 94 F/kg. Alors que le déficit atteint 20 000 000 francs, toute activité cesse le 1er avril 1961.
Mais deux ans plus tôt  1959), la CMC avait fondé le "Syndicat de M'Passa" ayant pour objectif l'étude des minéralisations de la région de M'Passa, avec l'aide du BRGM. Cette année là, des minerais à très haute teneur (de 42 à 53 % pour le plomb et le zinc, de 10 à 42 % pour le cuivre) sont découverts, transportés par camion à la gare de De Chavannes, à 20 km.
La baisse des cours du plomb et du zinc réoriente ensuite l'exploitation vers le cuivre.